# Uptime
L'uptime (letteralmente «tempo in attività», traducibile in «tempo di funzionamento») è l'intervallo di tempo in cui un singolo apparato o un intero sistema informatico è stato ininterrottamente acceso e correttamente funzionante. Il termine opposto, downtime (traducibile in «tempo di inattività»), è lo stato di un sistema che non è operativo oppure l'intervallo di tempo in cui un sistema è in tale stato, che può essere dovuto ad un guasto, a manutenzione o altre cause.
In alcuni sistemi si specifica/misura l'uptime con livelli di prestazione peggiori di quelli previsti/massimi (il sistema è funzionante ma con prestazioni minori).

## Descrizione
La misurazione viene effettuata in valori assoluti (ore, minuti, secondi) oppure in percentuale in riferimento ad un periodo (per esempio, il 99,998% corrisponde ad un downtime di 10 minuti in un anno). Sul web sono disponibili i downtime più lunghi della storia (quelli che superano i 2-3 giorni sono considerati gravissimi, praticamente impensabili per i provider che lavorano per le grandi aziende o per la pubblica amministrazione).
L'uptime è un dato particolarmente importante per tutti quegli apparati in cui la stabilità e la disponibilità sono fondamentali, come router, switch e server. Dall'uptime di un apparato in produzione si può dedurne l'efficienza: un alto uptime è un indicatore che la macchina è ben configurata, mentre un basso uptime potrebbe significare instabilità del sistema operativo a causa di bug, o incorretta configurazione, oppure la vulnerabilità ad attacchi informatici. Un basso uptime si traduce nella necessità di frequenti reboot. Il valore dell'uptime va comunque interpretato: un lungo periodo trascorso dall'ultimo spegnimento può anche indicare anche che non sono stati applicati aggiornamenti riguardanti la sicurezza che richiedono il riavvio (per esempio l'aggiornamento del kernel nelle macchine Unix richiede un riavvio del sistema).
Nei sistemi Unix e Unix-like è possibile sapere da quanto tempo il sistema è attivo tramite il comando uptime.
Gli utenti di Windows possono visualizzarlo da Gestione attività, sotto la voce prestazioni.
Un downtime per un datacenter o provider sono particolarmente gravi, data la natura dei loro servizi equivalendo all'interruzione di luce, acqua, gas.
Simile a downtime è outage (interruzione di tipo materiale) usato soprattutto nei casi di inattività elettrica, idrica, dei carburanti, dei trasporti, ecc., sia prevista (manutenzione programmata) che imprevista (guasto).

## Utilizzo
Nelle comunicazioni o nelle specifiche tecniche in lingua italiana di materie informatiche o telematiche è spesso presente la dizione "Servizio X (in) down". Qui down è l'abbreviazione di downtime. In pratica, significa "Servizio X inattivo" o "Servizio X in stato di inattività". Inattivo è da intendersi "non disponibile all'utenza" cioè non funzionante (potrebbe essere spento, guasto, fermo, interrotto, instabile, attivo ma disabilitato per manutenzione, ecc.). Quando la funzione è presente ma con prestazione degradata (instabile o meno veloce), a rigori non è downtime sebbene sia evidentemente un disservizio.